# Alexandre Aja
Alexandre Aja, född den 7 augusti 1978 i Paris i Frankrike, är en fransk filmregissör. Han slog igenom med filmen Haute Tension från 2003.

## Filmografi
| År   | Film                       | Funktion | Funktion  | Funktion        | Funktion |
| År   | Film                       | Regissör | Producent | Manusförfattare |          |
| ---- | -------------------------- | -------- | --------- | --------------- | -------- |
| 1997 | Over the Rainbow           | Ja       |           | Ja              |          |
| 1999 | Furia                      | Ja       |           | Ja              |          |
| 2003 | Haute Tension              | Ja       |           | Ja              |          |
| 2006 | The Hills Have Eyes        | Ja       |           | Ja              |          |
| 2007 | P2                         |          | Ja        | Ja              |          |
| 2008 | Mirrors                    | Ja       |           | Ja              |          |
| 2010 | Piranha 3D                 | Ja       | Ja        | Ja              |          |
| 2012 | Maniac                     |          | Ja        | Ja              |          |
| 2013 | Horns                      | Ja       | Ja        |                 |          |
| 2014 | The Pyramid                |          | Ja        |                 |          |
| 2015 | The 9th Life of Louis Drax | Ja       | Ja        |                 |          |
| 2019 | Crawl                      | Ja       | Ja        |                 |          |
| 2021 | Oxygène                    | Ja       | Ja        |                 |          |
| 2024 | Never Let Go               | Ja       | Ja        |                 |          |